# Pipestone Creek
Pipestone Creek är ett vattendrag i Kanada.   Det ligger i provinsen Alberta, i den centrala delen av landet, 2 800 km väster om huvudstaden Ottawa.
Trakten runt Pipestone Creek består till största delen av jordbruksmark. Runt Pipestone Creek är det mycket glesbefolkat, med 3 invånare per kvadratkilometer.